# Událost (seriál)
Událost (v anglickém originále The Event) je americký sci-fi televizní seriál. Původně byl vysílán na televizní stanici NBC v období od 20. září 2010 do 23. května 2011. V Česku byl vysílán v premiéře na stanici Prima Cool od 28. ledna 2012 do 8. dubna 2012.
Hlavním tématem seriálu je skupina mimozemských bytostí, která roku 1944 ztroskotala na Aljašce. Části se podařilo utéci a schovat se mezi obyčejné lid. Zbytek je americkou vládou zadržován v přísně tajné věznici Mount Inoweb. Sean Walker vyšetřuje záhadné zmizení přítelkyně a náhodou se mu podaří odhalit nejutajovanější spiknutí v americké historii, které by mohlo ovlivnit směr vývoje lidstva.

## Obsazení

### Hlavní role
| Jason Ritter           | Sean Walker           |
| Sarah Roemerová        | Leila Buchananová     |
| Laura Innesová         | Sophia Maguireová     |
| Blair Underwood        | Elias Martinez        |
| Ian Anthony Dale       | Simon Lee             |
| Scott Patterson        | Michael Buchanan      |
| Lisa Vidalová          | Christina Martinezová |
| Bill Smitrovich        | Raymond Jarvis        |
| Clifton Collins mladší | Thomas                |
| Željko Ivanek          | Blake Sterling        |
| Taylor Coleová         | Vicky Robertsová      |

### Vedlejší role
| Heather McCombová      | agenta Angela Collierová |
| D. B. Sweeney          | Carter                   |
| Hal Holbrook           | James Dempsey            |
| Scott Michael Campbell | Justin Murphy            |
| Necar Zadeganová       | Isabel                   |
| Clea DuVallová         | Maya                     |
| Roger Bart             | Richard Peel             |